# Leptoderris
Leptoderris Dunn – rodzaj roślin z rodziny bobowatych (Fabaceae). Według The Plant List obejmuje co najmniej 27 gatunków. 

## Systematyka
Pozycja według APweb (aktualizowany system APG III z 2009)
Jeden z rodzajów plemienia Millettieae z podrodziny bobowatych właściwych (Faboideae) z rodziny bobowatych (Fabaceae) należącej do rzędu bobowców (Fabales) reprezentującego dwuliścienne właściwe.
Wykaz gatunków
| - Leptoderris aurantiaca Dunn - Leptoderris brachyptera (Benth.) Dunn - Leptoderris claessensii De Wild. - Leptoderris congolensis (De Wild.) Dunn - Leptoderris coriacea De Wild. - Leptoderris cyclocarpa Dunn - Leptoderris cylindrica De Wild. - Leptoderris fasciculata (Benth.) Dunn - Leptoderris gilletii De Wild. - Leptoderris glabrata (Baker) Dunn - Leptoderris goetzei (Harms) Dunn - Leptoderris harmsiana Dunn - Leptoderris hypargyrea (Harms) Dunn - Leptoderris klaineana Pierre & De Wild. | - Leptoderris laurentii (De Wild.) De Wild. - Leptoderris ledermannii Harms - Leptoderris macrothyrsa (Harms) Dunn - Leptoderris micrantha Dunn - Leptoderris miegei Ake Assi & Mangenot - Leptoderris mildbraedii Harms - Leptoderris nobilis (Baker) Dunn - Leptoderris oxytropis Harms - Leptoderris pycnantha Harms - Leptoderris reygaertii De Wild. - Leptoderris tomentella Harms - Leptoderris trifoliolata Hepper - Leptoderris velutina Dunn |